# Івабуті Ісао
Івабуті Ісао (яп. 岩淵 功, нар. 17 листопада 1933, Тотіґі — пом. 16 квітня 2003, Токіо) — японський футболіст, що грав на позиції нападника.

## Клубна кар'єра
Грав за університетську команду Keio BRB.

## Виступи за збірну
У 1955 році дебютував в офіційних матчах у складі національної збірної Японії. Був учасником футбольного турніру на Олімпійських іграх 1956 року.

## Статистика
Статистика виступів у національній збірній
| Збірна Японії | Збірна Японії | Збірна Японії |
| Роки          | Ігри          | голи          |
| ------------- | ------------- | ------------- |
| 1955          | 3             | 1             |
| 1956          | 3             | 1             |
| 1957          | 0             | 0             |
| 1958          | 2             | 0             |
| Усього        | 8             | 2             |